# 柳雷鸟
柳雷鸟（学名：Lagopus lagopus），或稱柳松雞，在松鸡家族中是一种中等体型的鸟，主要分布于欧亚大陆的北部至蒙古、乌苏里及萨哈林岛，但也見於北美洲地區。它已被列为中国国家二级重点保护野生动物，此外亦是美國阿拉斯加州的州鳥。

## 别名
柳雷鸟有许多别名：雷鸟、柳鸡、苏衣尔、雪鸡。

### 軼聞
柳雷鳥的叫聲似中文：「愛不愛我？」，在中文界網路領域中又有「情勒鳥」之稱。

## 特征
在夏季的时候，雄鸟身体的羽毛上半部分为黑褐色（上面有不规则的棕黄色横斑），下半部分为白色；翅膀的羽毛为白色；黑褐色的尾巴中央有一对白色尾羽；脚上也覆盖着白色羽毛。雌鸟身体的羽毛上半部分为黑褐色（上面有淡黄色点斑），羽端为白色；下半部分污黄色。
到了秋季，雄鸟和雌鸟上体的羽色都变成了棕黄栗色，布满黑色的斑纹，胸、腹部换成了白色的羽毛。
进入冬季，雄鸟和雌鸟全身的羽毛都变为白色，仅尾羽和飞羽的羽干为黑色。
柳雷鸟眼睛内的虹膜为褐色；嘴黑色；爪也是黑色。

## 习性
柳雷鸟生活在北极附近的冻原地带、冻原灌丛森林和多岩石的草甸地带，非常耐寒。喜欢在树林中活动，有时也到农田地带。除了繁殖期外大多成群活动，冬季甚至可达百只以上。活动范围广，冬季会进行长途迁移。

## 繁殖

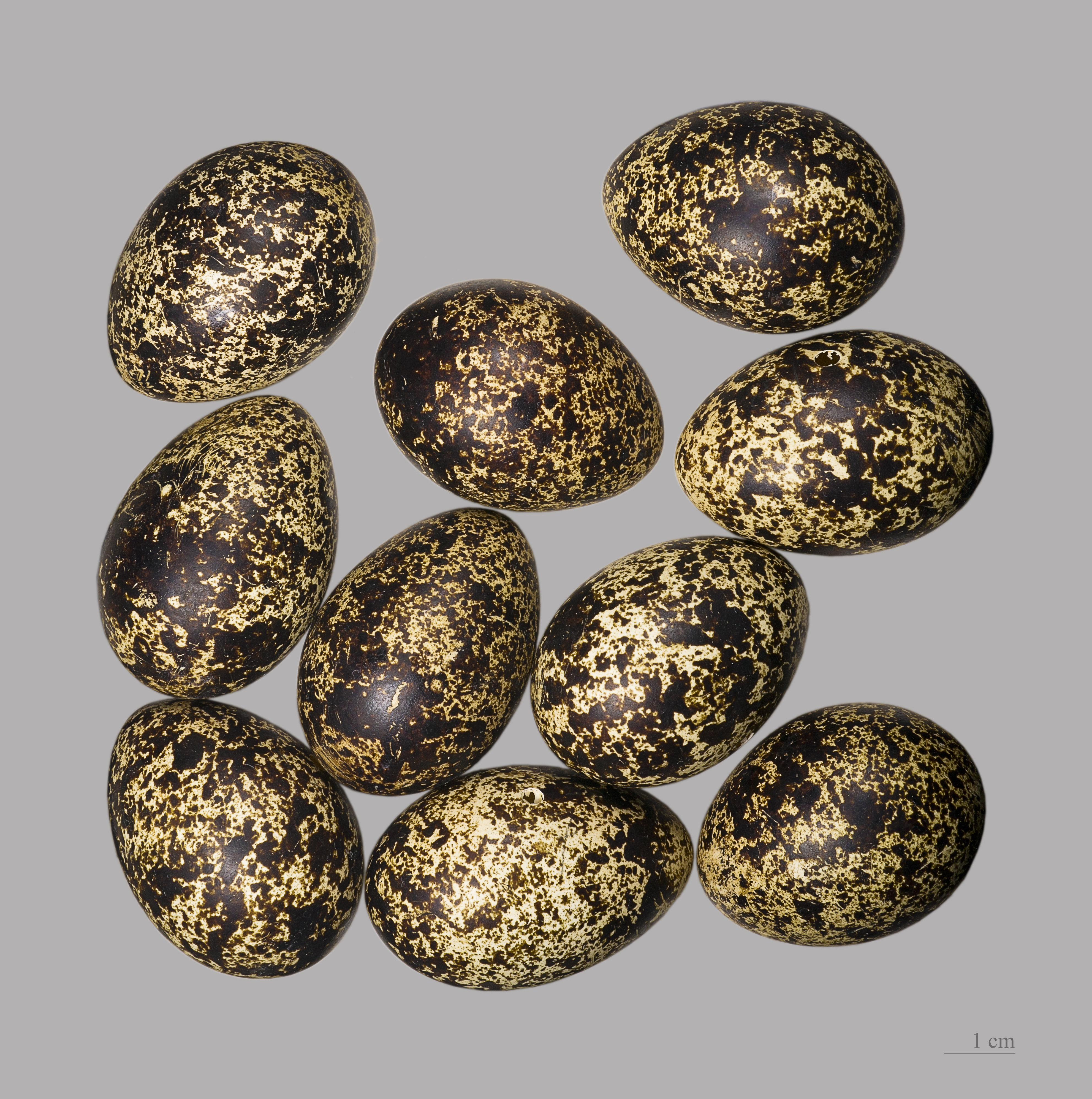
Lagopus lagopus lagopus

柳雷鸟的繁殖期是5—7月，配对前雄鸟会在自己占据的领地里炫耀表演并发出求偶的鸣叫声，吸引雌鸟前来交尾。

## 食物
柳雷鸟是典型的植食鸟类，很少吃昆虫。主要是各种桦树、柳树、杨树等乔木的嫩芽、嫩枝、嫩叶、花絮、种子和果实。冬春季吃植物的芽苞和微枝，夏季吃绿叶，秋季吃草籽和浆果。